# Mykola Porch
Mykola Volodimirovich Porch (en ukrainien : Микола Володимирович Порш), né le 19 octobre 1879 à Loubny et mort le 16 avril 1944 à Berlin, était un militant politique, économiste, écrivain, et traducteur ukrainien, membre de l'Assemblée constituante russe de 1918. Il était un militant puis chef du Parti révolutionnaire ukrainien (de facto depuis 1903) et du Parti travailliste social-démocrate ukrainien (depuis 1905). Mykola Porch était un membre actif de la Rada centrale de l'Ukraine et ministre du travail ainsi que ministre des armées. Plus tard, il a été ambassadeur en Allemagne.

## Biographie
Mykola Porch est né le 19 octobre 1879 à Loubny dans une famille noble et juive allemande. Son père était juriste.
Mykola Porch a étudié au lycée de Loubny et plus tard à l'Université Saint-Vladimir de Kiev. 
À partir des années 1890, il s'intéresse au marxisme. Il rejoint bientôt les cercles du Parti révolutionnaire ukrainien. 
En 1905, en tant que président du parti, Mykola Porch remplaça Dmytro Antonovich avec qui il avait précédemment publié le journal "Pratsia" (Travail). Mykola Porch voulait créer une nouvelle version des statuts du parti en le faisant passer d'une orientation paysanne à davantage de travailleurs. 
En 1906, avec un certain nombre d'autres futurs dirigeants politiques (Mykhaïlo Hrouchevsky, Volodymyr Vynnytchenko, Symon Petlioura), il créa le Parti travailliste social-démocrate ukrainien. Après la cessation du Parti révolutionnaire ukrainien, Mykola Porch a émigré à Lemberg.
En 1917, Mykola Porch a été élu à la Rada centrale de l'Ukraine et en novembre 1917, il a été nommé secrétaire général des affaires militaires. Pendant ce temps, l'Ukraine n'a pas été en mesure d'arrêter les avancées des gardes rouges russes et de sauver Kiev de l'occupation russe. Sur sa proposition en date du 16 janvier 1918, la Rada a adopté la loi "Sur l'armée populaire" qui réglementait le principe de base de la création de l'armée ukrainienne basée sur la milice populaire. Au cours de cette période 1917-1918, Mykola Porch a dirigé le Soviet des députés ouvriers.
Le 27 juillet 1918, Mykola Porch et Symon Petlioura ont été arrêtés en tant que représentants des mouvements de gauche impliqués dans la création d'une organisation populaire révolutionnaire dont le but était une révolte armée pour renverser le gouvernement existant de l'État ukrainien.
À l'époque du Directoire d'Ukraine, il fut ambassadeur en Allemagne, en poste à Berlin jusqu'en 1920. Après l'exil du gouvernement ukrainien, Mykola Porch quitta la vie politique et s'installa définitivement en Allemagne. Là, il a écrit un certain nombre d'ouvrages scientifiques, notamment sur les statistiques ("Statistiques du régime foncier en 1905" ; "Sur les statistiques de l'Ukraine"  en 1907), sur l'économie ("L'Ukraine dans le budget de l'État de Russie" en 1918), les problèmes politiques ("L'autonomie de l'Ukraine" en 1907; "L'autonomie de l'Ukraine et la social-démocratie" en 1917). Il a traduit en langue ukrainienne le premier volume du Capital de Karl Marx.
Mykola Porch est décédé le 16 avril 1944 et a été enterré à Berlin.